# Strijkkwartet nr. 2 (Bridge)
Frank Bridge voltooide zijn Strijkkwartet nr. 2 in maart 1915, het jaar dat Bridge stopte met zijn deelname aan het English String Quartet. Toen het werd uitgegeven had het nog geen volgnummer; het titelblad vermeldde uitsluitend Strijkkwartet in g mineur. Het Strijkkwartet is ook niet zijn tweede strijkkwartet. Gedurende zijn opleiding aan de Royal Academy of Music schreef hij al een Strijkkwartet in Bes, dat ongenummerd is gebleven.
Bridge liet zijn orkestwerk Zomer liggen om zijn Strijkkwartet nr. 2 voltooid te krijgen voor de vierde versie van de Walter Wilson Cobbetts Wedstrijd (1915) voor strijkkwartetten in sonate-, suite- of fantasievorm. Er bleven maar twee categorieën over en dit strijkkwartet won in de categorie sonatevorm (de andere winnaar zat in de categorie fantasie). Het London String Quartet gaf de eerste uitvoering op 4 november 1915 in de Aeolian Hall in Londen. Het werk maakt deel uit van de overgang van de nog traditionele muziek naar een meer modernere richting, al dan niet onder invloed van zijn verblijven in de Verenigde Staten en de verschrikkingen van de Eerste Wereldoorlog. Bridge paste meer chromatiek toe, maar hield dus vast aan de klassieke sonatevorm.
Het strijkkwartet krent drie delen:
1. Allegro ben moderato
2. Allegro vivo – andante con moto – tempo I
3. Molto adagio – allegro vivace

## Discografie
- Uitgave Naxos: Maggini Quartet opname 2003
- Uitgave Meridian : Bridge Quartet opname 1996